# 30 Giorni
30 Giorni (30 dias) era uma revista mensal de geopolítica eclesiástica, fundada em 1981 por um grupo de jornalistas católicos liderados por Alver Metalli, que também foi editor-chefe do periódico nos primeiros anos.
Amplamente difundido na Cúria Romana, ganhou alcance internacional sob a direção de Giulio Andreotti, que se tornou seu diretor em 1993. A revista deixou de ser publicada em 2012, ano da morte do padre Don Giacomo Tantardini, que durante anos foi sua alma e inspiração. O seu conteúdo refletia a verdadeira diplomacia do Estado do Vaticano.
Foi publicada em seis idiomas (italiano, inglês, francês, alemão, espanhol e português, com edições especiais em russo e chinês) e distribuído em dioceses e missões religiosas de todo o mundo.